# Alphonso Johnson
Alphonso Johnson (1 januari 1951, Philadelphia) is een Amerikaans jazzbassist die tevens de Chapman Stick bespeelt. Hij verwierf onder andere bekendheid als bassist bij de jazzrock-formatie Weather Report.
Johnson begon als kind als trombonist, maar ging al snel over op elektrische basgitaar.
Voordat hij de vaste bassist van Weather Report werd, was hij een sessie muzikant met diverse andere jazz-muzikanten.
Na zijn carrière bij Weather Report ging hij samenwerken met drummer Billy Cobham.
Alphonso Johnson is nog steeds van grote invloed op de hedendaagse bassisten.
Bandleden: Joe Zawinul · Wayne Shorter · Jaco Pastorius · Peter Erskine

Miroslav Vitouš · Eric Gravatt · Alphonse Mouzon · Airto Moreira · Alex Acuña · Manolo Badrena · Dom Um Romão · Alphonso Johnson · Victor Bailey · Omar Hakim · José Rossy
Discografie: Weather Report (1971) · I Sing the Body Electric · Live in Tokyo · Sweetnighter · Mysterious Traveller · Tale Spinnin' · Black Market · Heavy Weather · Mr. Gone · 8:30 · Night Passage · Weather Report (1982) · Procession · Domino Theory · Sportin' Life · This Is This
- Bibsys: 3058281
- Bibliothèque nationale de France: cb13982480v (data)
- Gemeinsame Normdatei: 134622812
- International Standard Name Identifier: 0000 0000 8393 0473
- Library of Congress Control Number: n84040731
- MusicBrainz: c8d789be-7b83-4147-afc3-1926517f2fdc
- Nederlandse Thesaurus van Auteursnamen: 147705967
- Réseau des bibliothèques de Suisse occidentale: 02-A009143013
- SNAC: w6ff5x46
- Système universitaire de documentation: 161121829
- Virtual International Authority File: 71586664
- WorldCat: E39PBJtMjGxDCkvVTDFkwHMHG3